# 東恵美子
東 恵美子（あずま えみこ、1924年10月19日 - 2010年1月8日）は、日本の女優。父は浪曲師の東武蔵。

## 来歴・人物
東京府（現・東京都）出身。日本女子神学専門学校卒業。NHK東京放送劇団を経て、1948年、劇団俳優座に入団したが、1954年に山岡久乃、初井言榮らとともに俳優座を脱退して劇団青年座を結成。以後、青年座の中心メンバーとして活動するかたわら、テレビ、映画でも主に脇役として活躍。
1978年、『白い巨塔』で東貞蔵教授夫人・東政子に扮し、鼻持ちならない上流夫人を演じ切ったことで有名（2003年にリメイクされた『白い巨塔』では高畑淳子が演じた）。
夫は社会心理学者の南博。2人の夫婦関係は「夫婦別姓の草分け」「自由結婚」「別居結婚」「日本のサルトルとボーヴォワール」と呼ばれ、マスコミなどでも話題となった。
2010年1月8日、自宅にて死去。同2月2日、青年座による劇団葬が行われた。

### エピソード
- 紫色の服が好みでよく着ており、紫は東のトレードマークとなっている。

## 出演

### 映画
- 恋文裁判（1951年） - 監督：中村登
- 加賀騒動（1953年） - 監督：佐伯清
- むぎめし学園（1953年） - 監督：森永健次郎
- 健児の塔（1953年）
- 勲章（1954年） - 共演：佐田啓二、杉村春子
- 愛のお荷物（1955年） - 監督：川島雄三。※DVD発売
- 花のゆくえ（1955年） - 監督：森永健次郎
- 白浪若衆 江戸怪盗伝（1955年） - 監督：小林桂三郎&中尾利太郎
- 若いお巡りさん(1956年） - 監督：森永健次郎
- 火の鳥（1956年） - 監督：井上梅次
- 愉快な仲間 赤ちゃん特急（1956年） - 監督：西河克己
- 極楽剣法・前後篇（1956年） - 監督：丸根賛太郎
- 快傑耶茶坊・前後篇（1956年） - 監督：丸根賛太郎
- 感傷夫人（1956年） - 監督：堀池清
- マダム（1957年） - 主演：月丘夢路&左幸子&葉山良二
- 危険な関係（1957年） - 監督：井上梅次
- 江戸の小鼠たち(1957年） - 主演：長門裕之&津川雅彦&芦川いづみ
- 白い夏（1957年） - 主演：青山恭二&芦川いづみ&中原早苗&高友子
- 素足の娘（1957年） - 主演：南田洋子&金子信雄&長門裕之&大坂志郎
- 春泥尼（1958年） - 主演：筑波久子&二谷英明&左幸子&岡田真澄
- 東京野郎と女ども（1958年） - 主演：柳沢真一&高友子
- 紅の翼（1958年) - 主演：石原裕次郎
- 美しい庵主さん（1958年） - 主演：芦川いづみ&浅丘ルリ子&小林旭
- 夜の鼓（1958年） - 監督：今井正
- 大阪の風（1958年） - 監督：阿部豊
- 実いまだ青し（1959年） - 監督：牛原陽一
- 祈るひと（1959年） - 監督：滝沢英輔
- 仮面の女（1959年） - 監督：阿部豊
- 事件記者 影なき男（1959年）
- 警視庁物語 遺留品なし（1959年） - 監督：村山新治
- 密航0ライン（1960年） - 監督：鈴木清順
- くたばれ愚連隊（1960年） - 監督：鈴木清順
- 俺は欺されない（1960年） - 監督：古川卓巳
- 十六歳（1960年） - 監督：滝沢英輔
- 天下を取る（1960年） - 監督：牛原陽一
- 東京騎士隊（1961年） - 監督：鈴木清順
- どじょっこの歌（1961年） - 監督：滝沢英輔
- 黒い傷あとのブルース（1961年） - 監督：野村孝
- 大暴れマドロス野郎（1961年） - 監督：山崎徳次郎
- この若さある限り（1961年）
- 雲に向かって起つ（1962年） - 監督：滝沢英輔
- 君恋し（1962年） - 監督：森永健次郎
- 交換日記（1963年） - 監督：森永健次郎
- 妻という名の女たち（1963年） - 監督：筧正典
- にっぽん昆虫記（1963年） - 監督：今村昌平
- サムライの子（1963年） - 監督：若杉光夫
- 武士道残酷物語（1963年） - 監督：今井正。第13回ベルリン国際映画祭金熊賞受賞作品
- その人は遠く（1963年） - 監督：堀池清
- 悪太郎（1963年） - 監督：鈴木清順
- ただいま診察中（1964年) - 監督：青柳信雄
- 若草物語（1964年） - 主演：吉永小百合、浅丘ルリ子
- あばれ騎士道（1965年） - 監督：小林勇
- 城取り（1965年） - 監督：舛田利雄
- 肉体の学校（1965年） - 監督：木下亮。原作：三島由紀夫
- 北国の街（1965年） - 監督：柳瀬観
- 愛しながらの別れ（1965年） - 監督：江崎実生
- 拳銃無頼帖 流れ者の群れ（1965年） - 監督：野口晴康
- 友を送る歌（1966年） - 監督：西河克己
- 愛の手紙は幾歳月（1966年） - 監督：富本壮吉
- 三匹の牝猫（1966年） - 監督：井田探
- 夜霧の慕情（1966年） - 監督；松尾昭典
- 青春太郎（1967年） - 監督：中平康
- 嵐来たり去る（1967年） - 監督：舛田利雄
- 君に幸福を センチメンタル・ボーイ（1967年） - 監督：丸山誠治
- 宴（1967年） - 監督：五所平之助
- 花の恋人たち（1968年） - 主演：吉永小百合、十朱幸代、山本陽子
- 九尾の狐と飛丸（1968年）
- 夜の牝 花のいのち（1969年） - 監督：森永健次郎
- 荒い海（1969年） - 監督：山崎徳次郎
- 薔薇の葬列（1969年） - 監督：松本俊夫
- 花ひらく娘たち（1969年） - 監督：斎藤武市
- 博徒百人 任侠道（1969年） - 監督：峰重義
- 無頼漢（1970年） - 監督：篠田正浩
- 蒼ざめた日曜日（1972年） - 監督：森谷司郎
- 混血児リカ（1972年） - 監督：中平康
- 津軽じょんがら節（1973年） - 監督：斎藤耕一
- わが道（1974年） - 監督：新藤兼人
- 妖婆（1976年） - 監督：今井正
- 風立ちぬ（1976年） - 山口百恵 & 三浦友和コンビ版
- やくざ戦争 日本の首領（1977年） - 監督：中島貞夫
- 日本の首領 野望篇（1977年） - 監督：中島貞夫
- お嫁にゆきます（1978年） - 監督：西河克己
- 日本の首領 完結編（1978年） - 監督：中島貞夫
- アウシュビッツ 愛の奇跡 コルベ神父の生涯（1981年） - 監督：千葉茂樹
- 陽炎座（1981年） - 監督：鈴木清順
- 花の降る午後（1989年） - 監督：大森一樹
- 渋滞（1991年） - 監督：黒土三男
- 時の輝き（1995年） ※高橋由美子が演じるヒロインの祖母役。原作には登場せず、映画版のみのオリジナルキャラクター。
- SADA〜戯作・阿部定の生涯（1998年） - 主演：黒木瞳、監督：大林宣彦
- オサムの朝（1999年） - 主演：中村雅俊&森脇史登、監督梶間俊一
- 金髪の草原（2000年） - 主演：伊勢谷友介&池脇千鶴、監督：犬童一心

### テレビドラマ
- 女神（1960年、日本教育テレビ）
- 鉄人28号（1960年、日本テレビ） - 敷島技師夫人
- 煉獄（1960年、九州朝日放送） - 駄菓子屋の女
- 風の視線（1962年、NET）
- お気に召すまま（1962年、NET）第7話「トツトツ・クラブの紳士たち」
- 海の畑（1963年、NHK）　-　※映像が現存し、DVDが発売されている
- 大河ドラマ（NHK）
  - 花の生涯（1963年）
  - 元禄太平記（1975年） - 磯女
  - おんな太閤記（1981年） - 正栄尼
- シャープ月曜劇場 母の初恋（1963年、関西テレビ）
- 東芝日曜劇場　明治の女（1963年、TBS）　-　※映像が現存する
- 虹の設計（1964年-1966年、NHK）
- ザ・ガードマン（1966年、大映テレビ室・TBS） - 第89話「死神の館」
- 新吾十番勝負 第10話「きつね御殿」（1966年、TBS / 松竹テレビ室）
- 霧の旗（1967年、NET）
- 大奥（1968年、フジテレビ）
- 銭形平次 第109話「かげろうの女」（1968年、フジテレビ） - おつや
- ポーラテレビ小説「安ベエの海」（1969年、TBS） - 草野桜
- ライオン奥様劇場「罪人形」（1970年、フジテレビ） - 安西時江
- 徳川おんな絵巻（1970年 - 1971年、フジテレビ系）
- 火曜日の女シリーズ / 蒼いけものたち（1970年、日本テレビ / 東宝）- 三枝菊乃
- 眠狂四郎 第22話「尼寺に燕油が匂う」（1973年、関西テレビ・東映）
- シークレット部隊（1972年、大映テレビ・TBS） - 第21話「花笠祭りに消えた金塊」
- 事件狩り（1974年、TBS）
- プレイガールQ 第10話「おんな風呂殺人事件」（1974年、12ch） - 東山千代
- 俺たちの朝 （1977年、日本テレビ / 東宝） - 滝村絹子
- 遠山の金さん （NET）
  - 第1シリーズ 第62話「八万石の闇を撃て!!」（1976年） - 政江
  - 第2シリーズ 第11話「大奥からの黒い影」（1979年） - 右ヱ門佐
- 白い巨塔（1978年 - 1979年、フジテレビ） - 東政子 役
- ザ・ハングマン 第34話「逃がし屋を逃がすな」（1981年、朝日放送） - 松岡夫人
- ポーラテレビ小説 / おゆう（1983年、TBS） - たよ
- 大奥 第39話「盗まれた青春」（1984年、関西テレビ） - 歌門の局
- ドラマ人間模様「新夢千代日記」（1984年、NHK）
- シンデレラの財布（1984年、TBS） - いと
- 大岡越前 第8部 第22話「江戸から消えた御奉行様」（1984年12月17日、TBS / C.A.L） - おりく
- 武蔵坊弁慶（1986年、NHK） - 平時子
- 火曜サスペンス劇場
  - 「再会・殺意の方程式」（1988年12月、大映映像）
  - 「浅見光彦ミステリー8・琵琶湖周航殺人歌」（1990年7月3日、近代映画協会）
- 続続・三匹が斬る! 第8話「二刀流、子孫は今じゃ二枚舌!」（1990年、テレビ朝日） - 妙心尼
- 日本一のカッ飛び男 第8話「裸足の子供がねらわれる!!」（1990年、フジテレビ）
- 花王愛の劇場「湘南ペンション通り」（1991年、TBS）
- 逃亡者（1992年、フジテレビ）
- 豆腐屋直次郎の裏の顔 第3話「老人ホームを救え!強盗大作戦」（1992年7月21日、朝日放送 / アズバーズ） - 霧島ちづる
- 水戸黄門 （TBS / C.A.L）
  - 第22部 第36話「花のお江戸の大掃除-江戸-」（1994年1月24日） - 妙鏡院
  - 第23部 第19話「悲願叶えた高麗人参-松江-」（1994年12月12日） - 秀
- 月曜ドラマスペシャル（TBS）
  - 「松本清張特別企画・夜光の階段」（1995年9月、テレパック）
  - 「秘めた絆」（1998年） - 野々村鈴江
- その灯は消さない（1996年、フジテレビ・東海テレビ系） - 芳枝
- 金曜エンタテイメント（フジテレビ）
  - 「浅見光彦シリーズ2・横浜殺人事件」（1996年） - 岡松静江
  - 「おばさんデカ 桜乙女の事件帖11」（2002年）
- D×D 第2話「不思議の国の少女と東京天使」（1997年、日本テレビ）
- 金さんVS女ねずみ 第19話「観音様は見た！慈善富のからくり」 （1998年9月5日） - 妙貞尼
- 土曜ワイド劇場「家政婦は見た!17」（1999年、テレビ朝日）

### バラエティー・教養番組
- この人「西田敏行ショー」（NHK総合）
- 週刊ブックレビュー（NHK BS-2）

ほか多数

### ラジオ
- FMシアター「春の空」（2002年4月13日、NHK-FM）

### 吹き替え
- ドライビング Miss デイジー（ジェシカ・タンディ）
- ノーバディーズ・フール（ジェシカ・タンディ）

## 書籍
- 永遠（とわ）の愛をつらぬいて 社会心理学者・南博との50年（2002年11月、大和書房）ISBN 4479011587